# 钝齿铁线莲
钝齿铁线莲（学名：Clematis apiifolia var. obtusidentata）为毛茛科铁线莲属下的一个变种。

## 扩展阅读
- 維基物種上的相關：钝齿铁线莲